# Ras El Miaad
Ras El Miaad (în arabă راس الميعاد) este o comună din provincia Biskra, Algeria.
Populația comunei este de 21.278 de locuitori (2008).